# Gazelle
Pour les articles ayant des titres homophones, voir Gazel et Ghazel.
Pour les articles homonymes, voir Gazelle (homonymie).
Taxons concernés
Principalement les genres
- Gazella
- Eudorcas
- Nanger

Les gazelles sont des mammifères, de la famille des bovidés, principalement de la sous-famille des antilopinés, vivant dans les steppes d'Afrique et d'Asie. Le nom gazelle, féminin, est issu de l'arabe classique ghazâl, de même sens.
Les gazelles sont des petites antilopes élancées, agiles et très rapides à la course. Certaines gazelles peuvent atteindre une vitesse de plus de 100 km/h, sur une distance de plusieurs centaines de mètres ou courir à une vitesse de 90 km/h sur des plus longues distances allant de 30 à 80 km et ont aussi la faculté d'entrecouper leurs courses de grands bonds. On trouve la plupart des gazelles dans les savanes africaines, sud-asiatiques et au Sahara.
Les gazelles sont des herbivores ruminants ; elles se nourrissent d'herbes, de graminées, de feuilles de buissons, etc. Certaines gazelles peuvent se passer d'eau pendant un long temps.

## Statut
Certaines espèces de gazelles ont disparu, d'autres sont en voie de disparition à cause de la chasse intensive des hommes. Aujourd'hui, les plus menacées sont protégées et leur chasse est interdite. Mais certaines espèces comme les springboks, gazelles de Grant, gazelles de Thomson, impalas, etc., sont toujours chassées pour la qualité de leur viande, leur peau et leurs cornes.

## Principales espèces
Au sens strict les gazelles correspondent aux espèces du genre Gazella. Toutefois le genre Gazella a été scindé en plusieurs genres en 2005 : Gazella, Eudorcas et Nanger. Il existe également des espèces d'autres genres qui portent le nom vernaculaire de « gazelle », certaines en dehors de la sous-famille des Antilopinae (par exemple Aepyceros melampus dans la sous-famille des Aepycerotinae, appelé impala mais également gazelle à pieds noirs).
Les espèces actuellement dans le genre Gazella :
| Nom vernaculaire                    | Nom scientifique     | Statut                            | Population                                           | Localisations                                      |
| ----------------------------------- | -------------------- | --------------------------------- | ---------------------------------------------------- | -------------------------------------------------- |
| Gazelle d'Arabie                    | Gazella arabica      | Vulnérable (2016)                 | Diminution, 5 000 à 7 000 individus adultes          | Oman, Arabie saoudite, Émirats arabes unis, Yémen  |
| Gazelle indienne, Chinkara          | Gazella bennettii    | Préoccupation mineure (2016)      | Diminution, 50 000 à 70 000 individus adultes        | Inde, Iran, Pakistan, Afghanistan                  |
| Gazelle de la reine de Saba         | Gazella bilkis       | Éteint (2016)                     |                                                      | Yémen                                              |
| Gazelle de Cuvier                   | Gazella cuvieri      | Vulnérable (2016), Annexe 3 CITES | Diminution, 2 360 à 4 560 individus adultes          | Algérie, Maroc, Tunisie, Sahara occidental         |
| Gazelle dorcas                      | Gazella dorcas       | Vulnérable (2016)                 | Diminution 40,000                                    | toute l'Afrique du Nord                            |
| Gazelle de montagne ou gazelle edmi | Gazella gazella      | En danger (2016)                  | Diminution, 2 500 individus adultes                  | Israël, Jordanie et Turquie.                       |
| Gazelle de Rhim                     | Gazella leptoceros   | En danger (2016), annexe 2 CITES  | Diminution, 300 à 600 individus adultes              | Algérie, Égypte, Libye, Tunisie.                   |
| Gazelle saoudienne                  | Gazella saudiya      | Éteint (2016)                     |                                                      |                                                    |
| Gazelle de Speke                    | Gazella spekei       | En danger (2016)                  | Diminution                                           | Somalie, possible qu’elle soit éteinte en Éthiopie |
| Gazelle à goitre                    | Gazella subgutturosa | Vulnérable (2016)                 | Diminution, entre 42 000 et 49 000 individus adultes | pays arabes, pays asiatiques                       |

Les espèces précédemment dans le genre Gazella : 
| Nom vernaculaire     | Nom scientifique     | Statut                                    | Population                                  | Localisations |
| -------------------- | -------------------- | ----------------------------------------- | ------------------------------------------- | --- |
| Gazelle Mongalla     | Eudorcas albonotata  | Préoccupation mineure (2016)              | Population stable, 278 000 individus        | Soudan du Sud |
| Gazelle à front roux | Eudorcas rufifrons   | Vulnérable (2016)                         | Diminution, 12 000 individus                | Afrique de l'Ouest, Afrique centrale, Afrique de l'Est                                                                               |
| Gazelle rouge        | Eudorcas rufina      | Données insuffisantes (2008)              | Vraisemblablement éteinte                   | Afrique du Nord : Algérie |
| Gazelle de Thomson   | Eudorcas thomsonii   | Quasi menacé (2008)                       | Diminution, 33 000 individus                | Afrique de l'Est : Kenya et Tanzanie                                                                                                 |
| Gazelle Dama         | Nanger dama          | En danger critique (2015), Annexe 1 CITES | Diminution, 100 à 200 individus             | Présente : Tchad, Mali, Niger; Peut-être éteinte : Algérie, Maroc; Éteinte : Mauritanie, Sénégal, Soudan, Tunisie, Sahara occidental |
| Gazelle de Grant     | Nanger granti        | Préoccupation mineure (2016)              | Diminution, moins de 15 000 individus       | Éthiopie, Kenya, Somalie, Soudan du Sud, Tanzanie et Ouganda.                                                                        |
| Gazelle de Sömmering | Nanger soemmerringii | Vulnérable (2016)                         | Diminution, 4 000 à 5 000 individus matures | Présente :Djibouti, Érythrée, Éthiopie, Somalie; Peut-être éteinte : Soudan.                                                         |

Les espèces d'autres genres :
| Nom vernaculaire                   | Nom scientifique       | Statut                       | Population                                                                         | Localisations |
| ---------------------------------- | ---------------------- | ---------------------------- | ---------------------------------------------------------------------------------- | --- |
| Gazelle à pieds noirs, impala      | Aepyceros melampus     | Préoccupation mineure (2016) | Stable, 2 000 000 individus adultes                                                | Présente : Angola, Botswana, Kenya, Malawi, Mozambique, Namibie, Rwanda, Afrique du Sud, Swaziland, Tanzanie, Ouganda, Zambie et Zimbabwe; Éteinte : Burundi, Introduite : Gabon. |
| Gazelle à poche dorsale, springbok | Antidorcas marsupialis | Préoccupation mineure (2016) | Augmentation, 2 000 000 à 2 500 000 individus (dont 1 400 000 à 1 750 000 adultes) | Angola, Botswana, Namibie et Afrique du Sud |
| Gazelle de Clarke ou Dibatag       | Ammodorcas clarkei     | Vulnérable (2016)            | Diminution, 2 800 individus adultes                                                | Afrique de l'Est : Éthiopie, Somalie |
| Gazelle de Waller ou Gérénuk       | Litocranius walleri    | Quasi menacé (2016)          | Diminution 95,000                                                                  | Djibouti, Éthiopie, Kenya, Somalie, Tanzanie |
| Gazelle de la Mongolie             | Procapra gutturosa     | Préoccupation mineure (2016) | Population stable, 500 000 à 1 500 000 individus adultes                           | Chine, Mongolie, Russie |
| Gazelle du Tibet                   | Procapra picticaudata  | Quasi menacé (2016)          | Diminution 100,000                                                                 | Chine, Tibet, Inde |
| Gazelle de Przewalski              | Procapra przewalskii   | En danger (2016)             | Augmentation                                                                       | Chine |

## Photographie

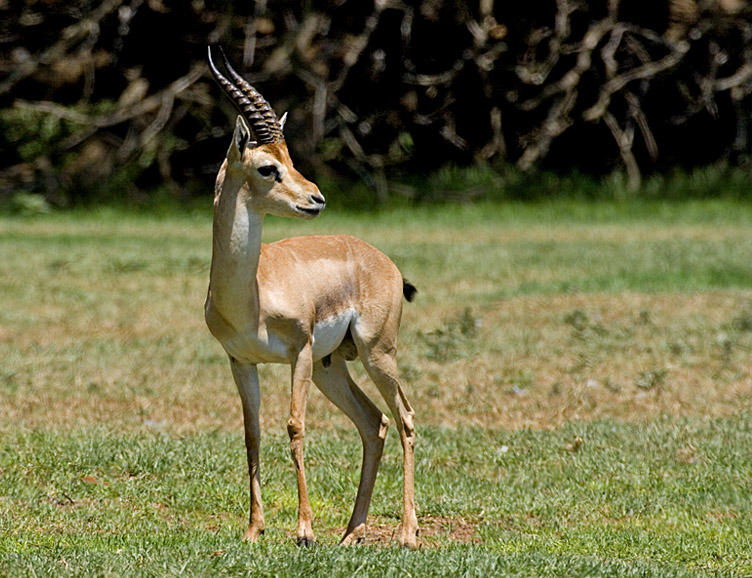
Gazelle de montagne d’Arabie (mâle)
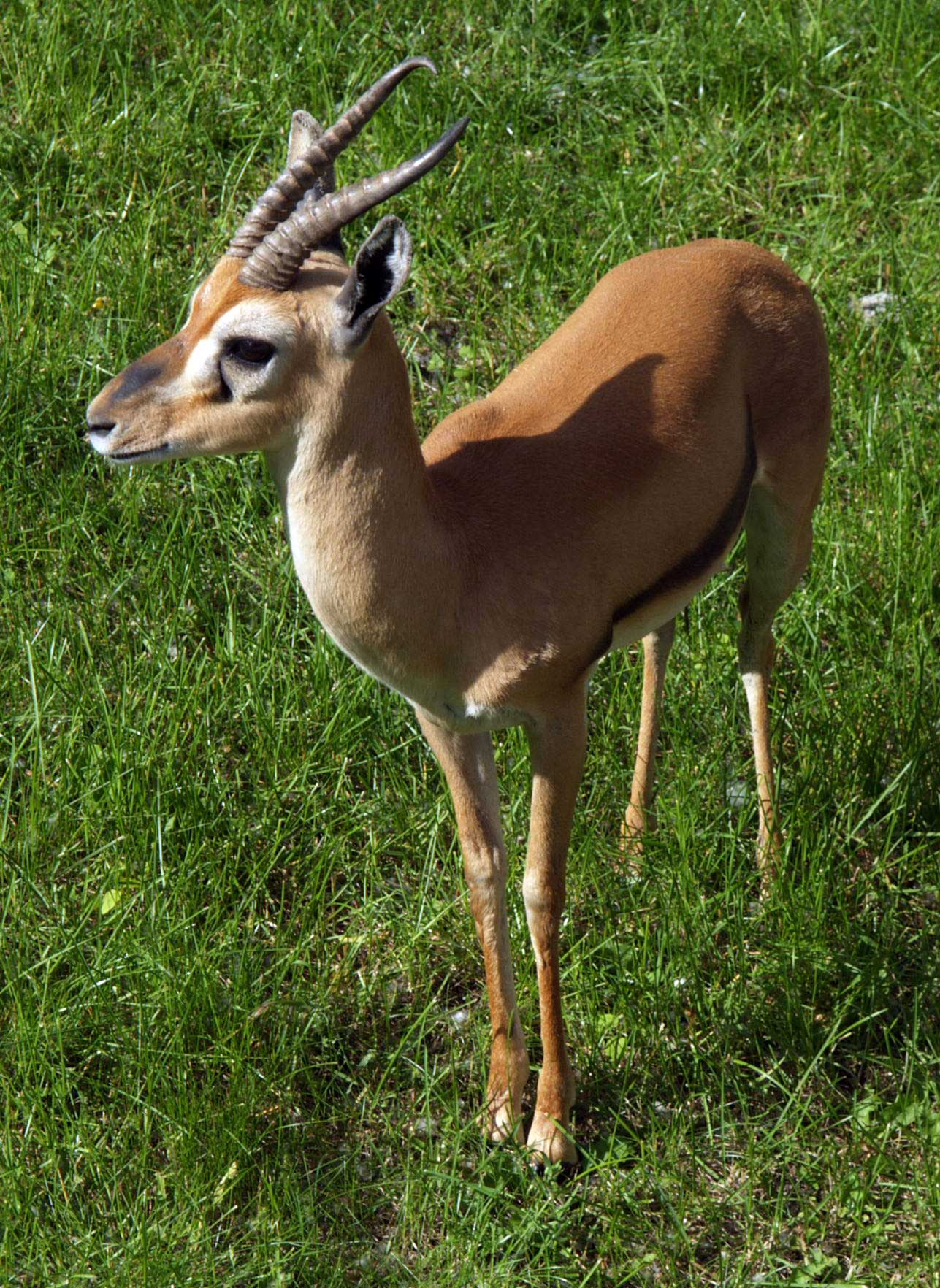
Gazelle à front roux
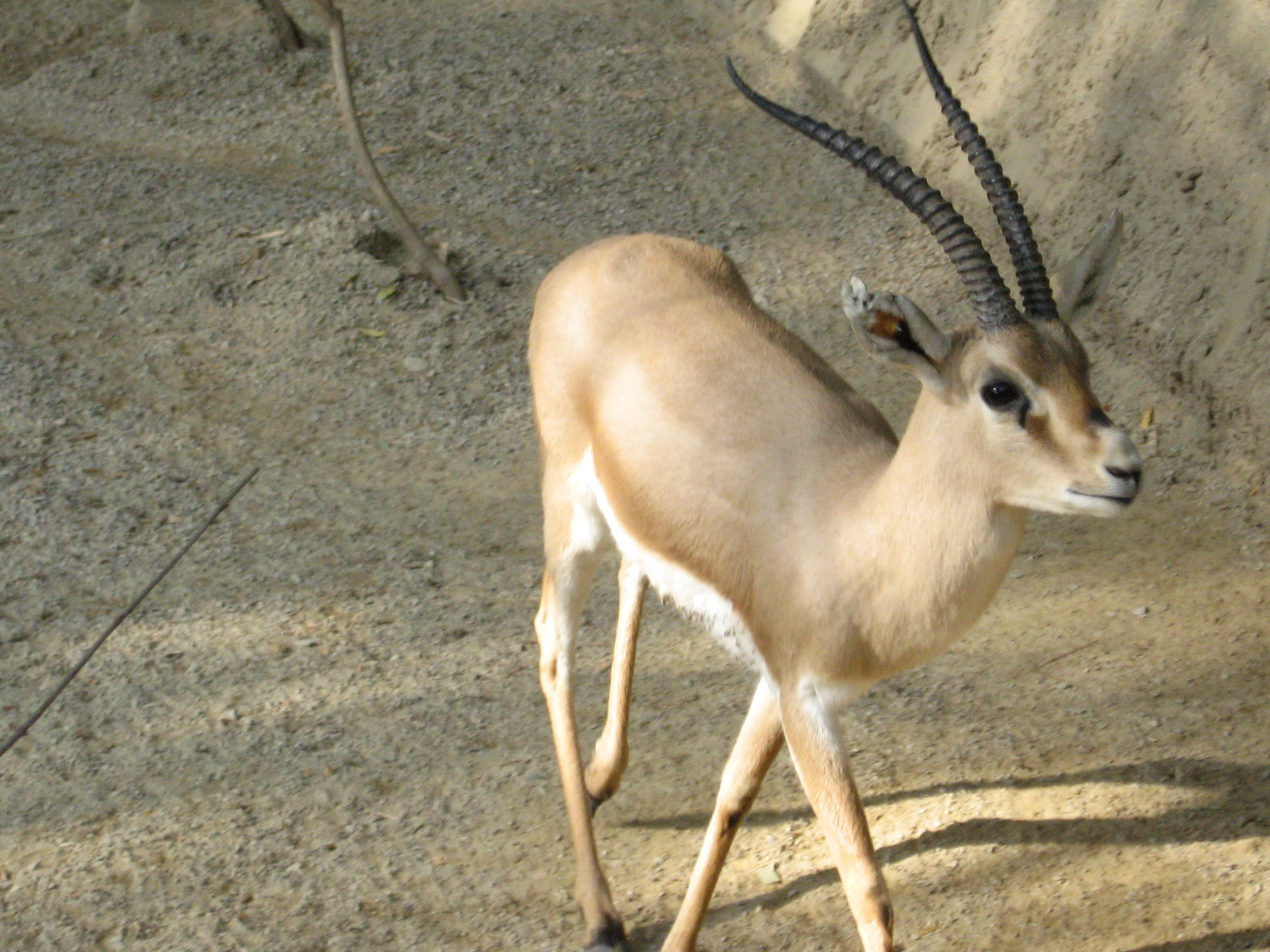
Gazella leptoceros (mâle)
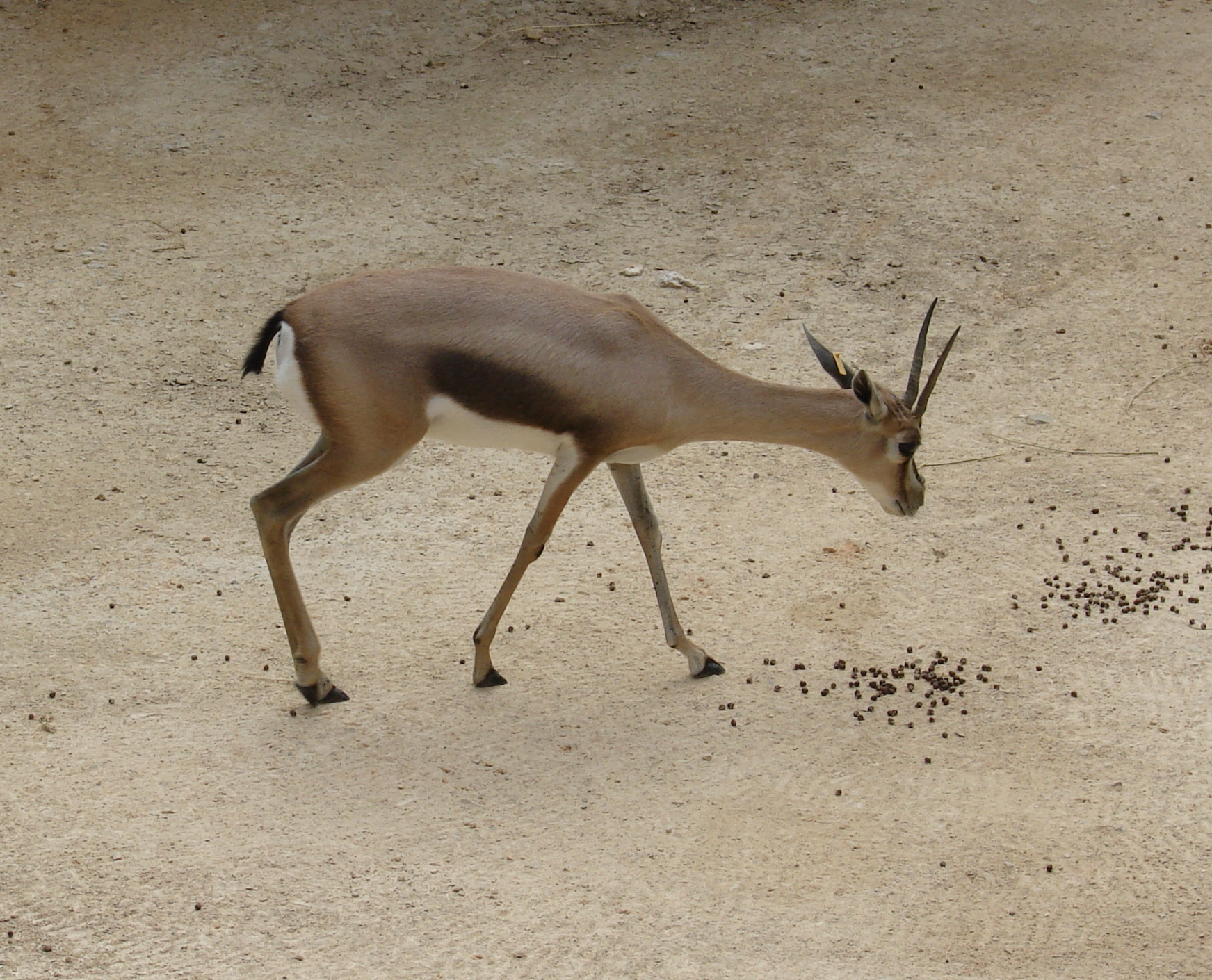
Gazelle de Speke (femelle)
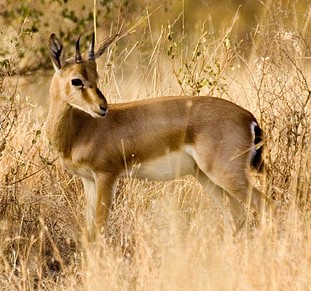
Chinkara, Gazelle indienne (femelle)
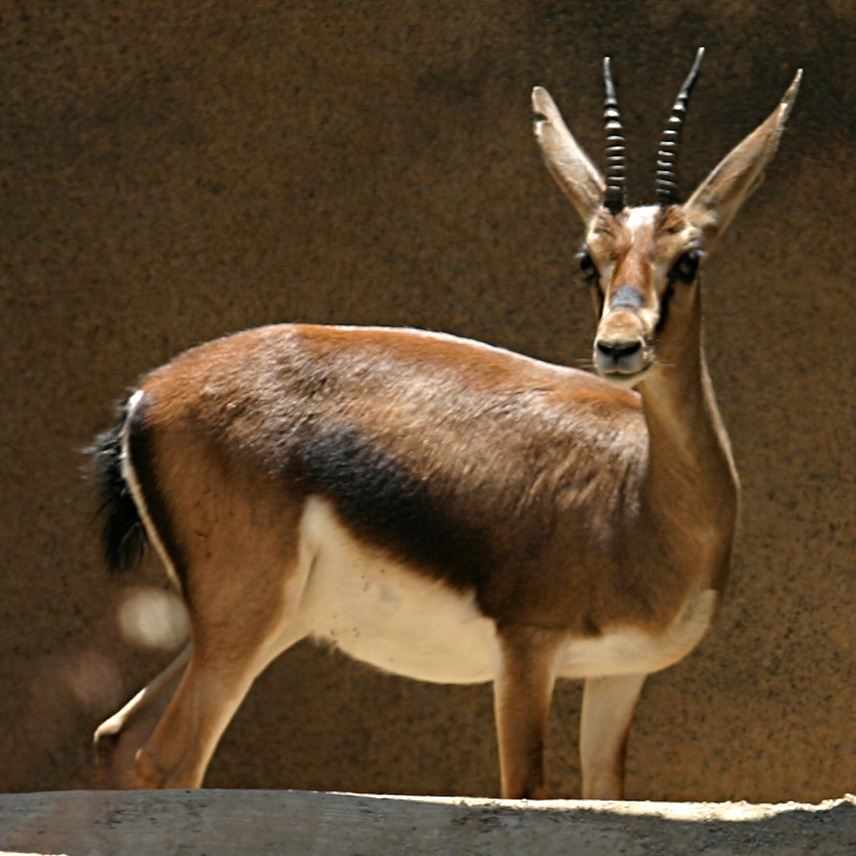
gazelle de Cuvier (femelle)
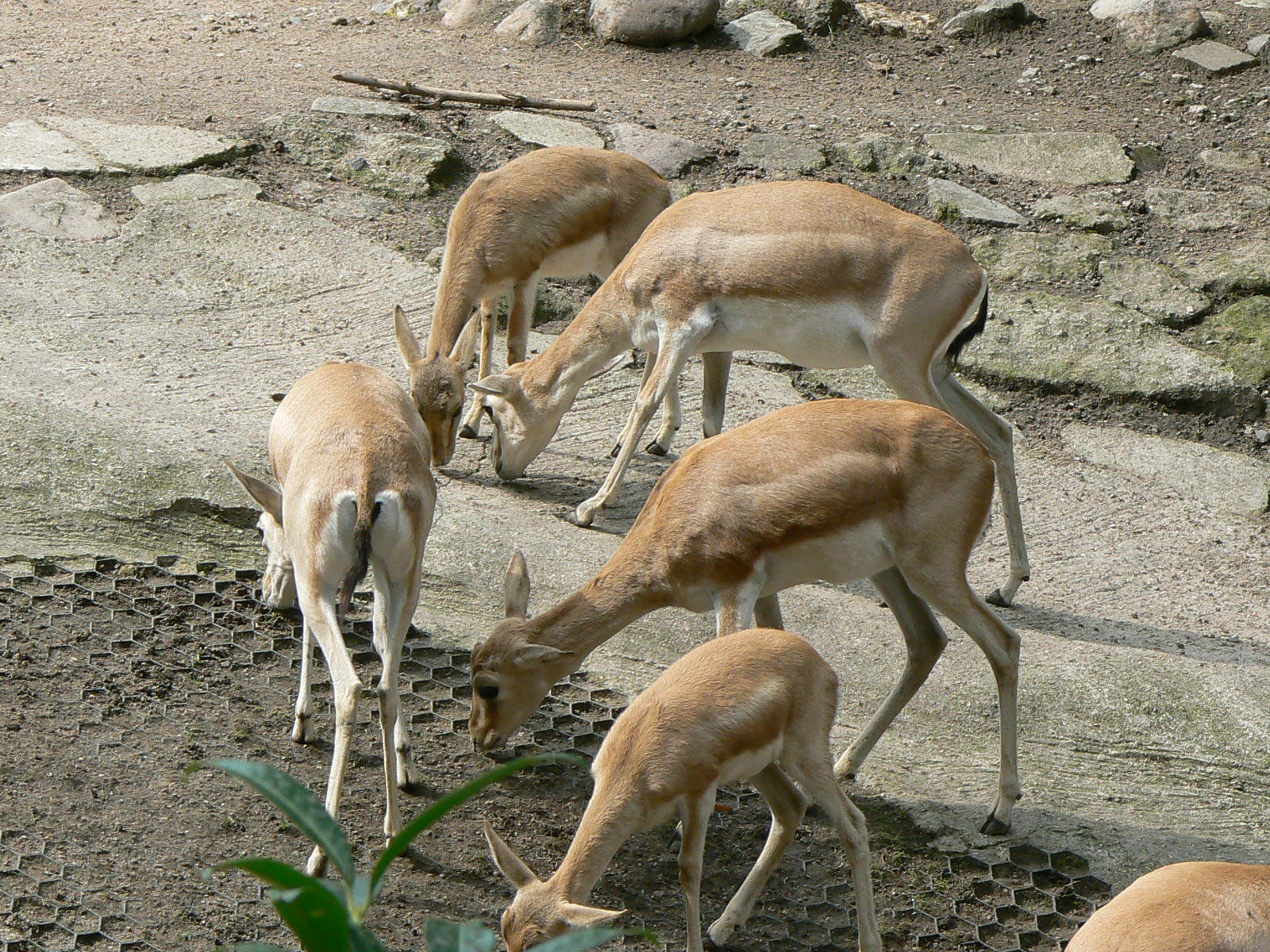
gazelle à goitre (femelles et jeunes)
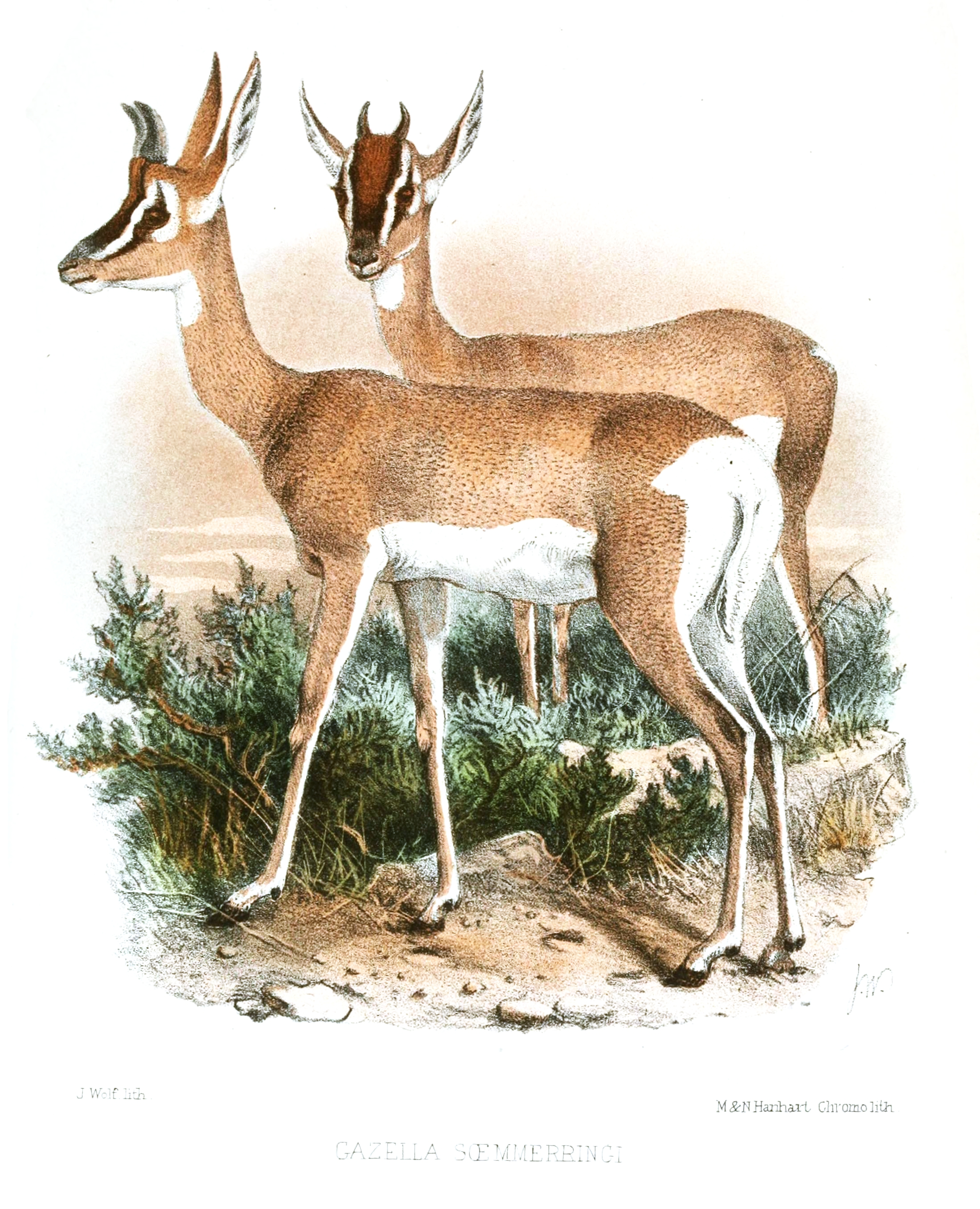
gazelle de Soemmerring (femelles)
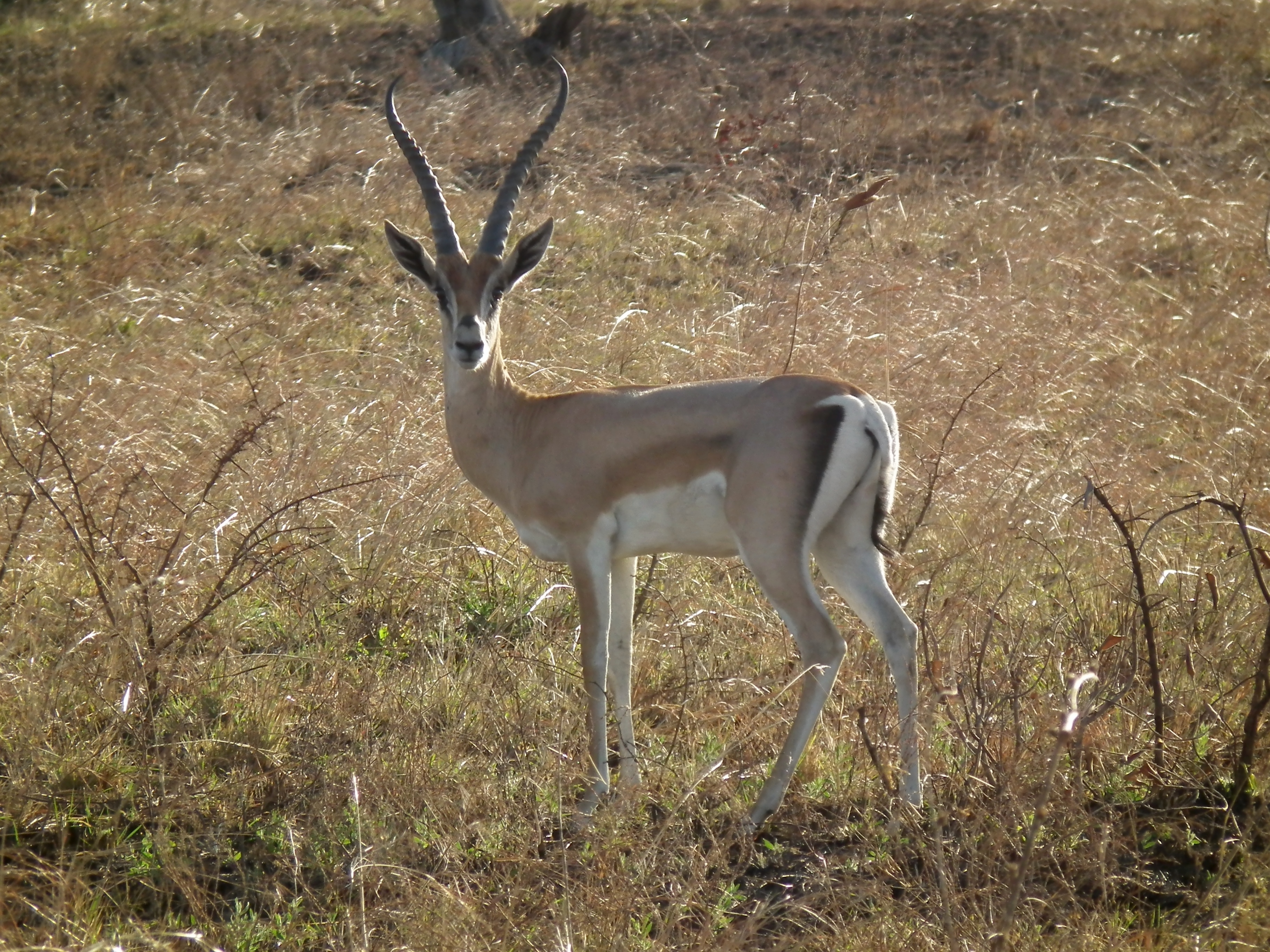
gazelle de Grant (mâle)
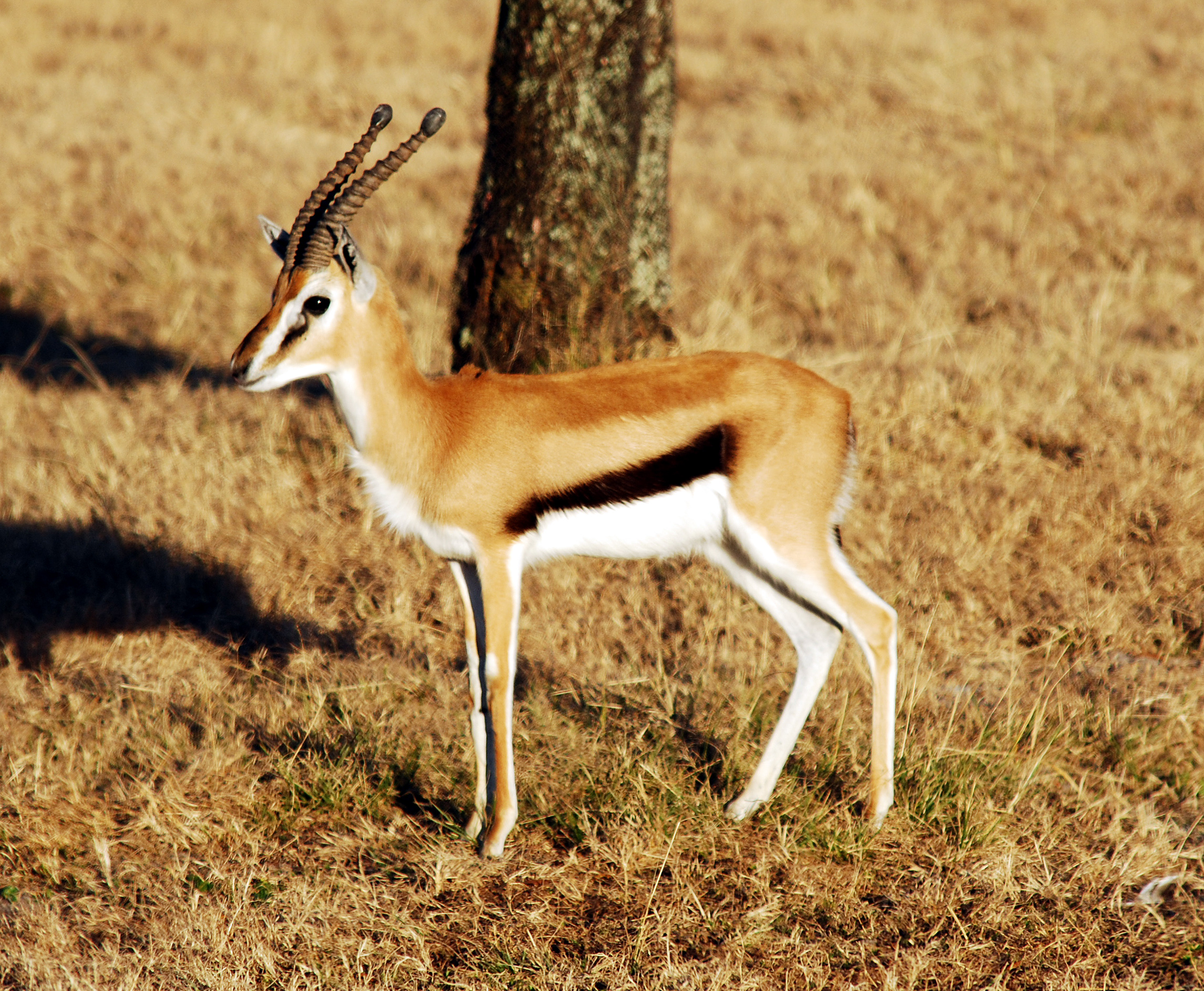
gazelle de Thomson (mâle)
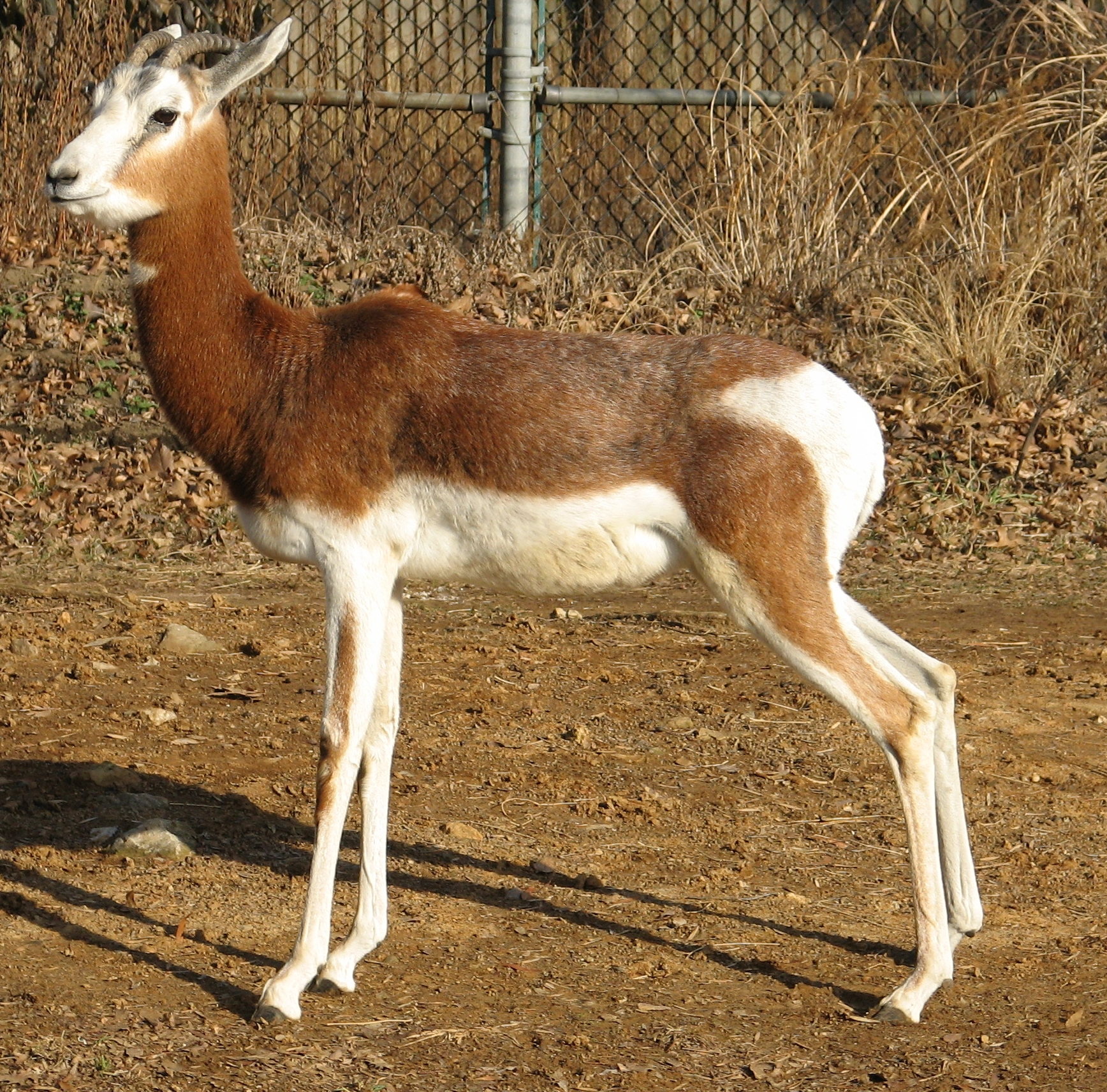
gazelle dama (mâle)
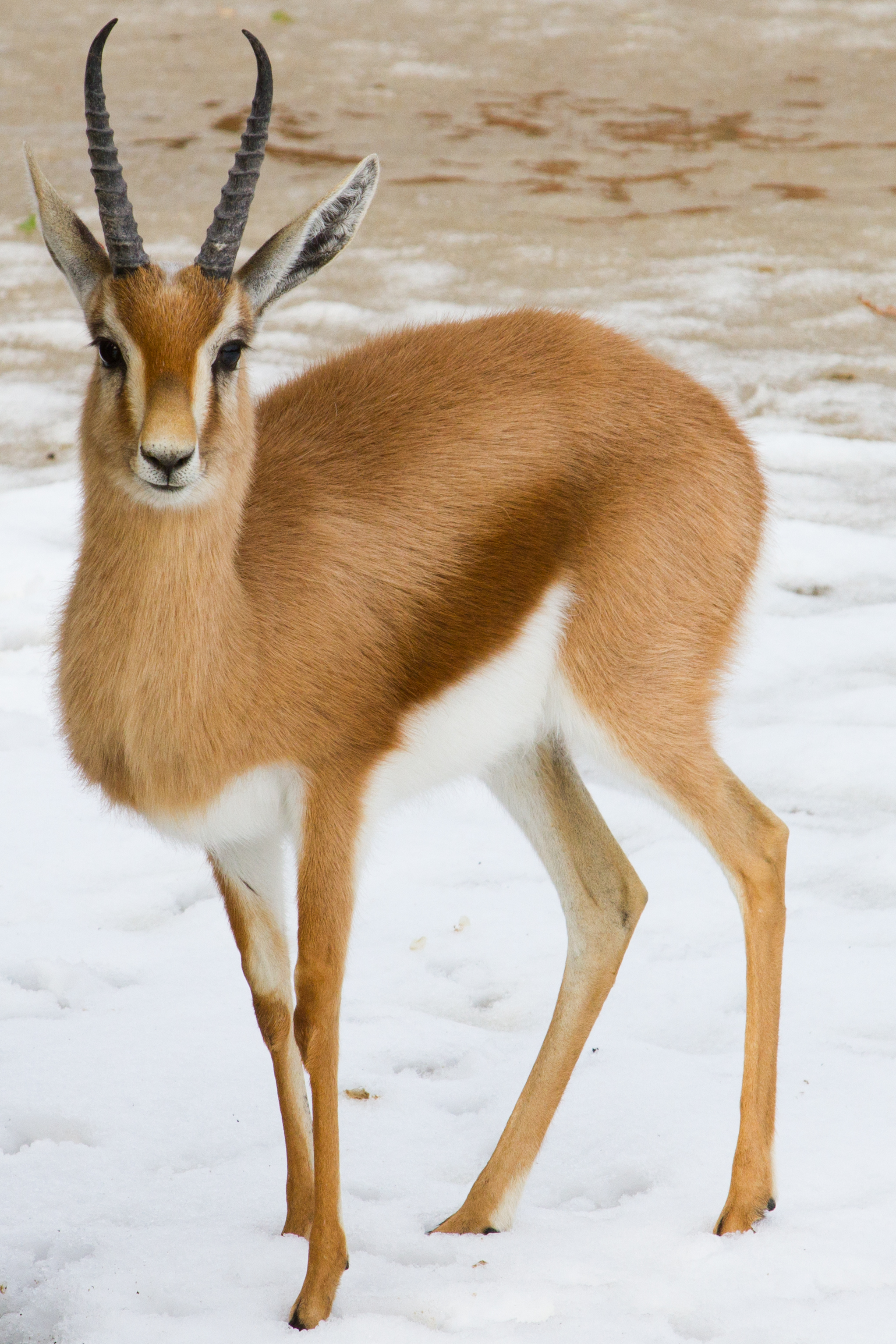
gazelle dorcas (mâle)
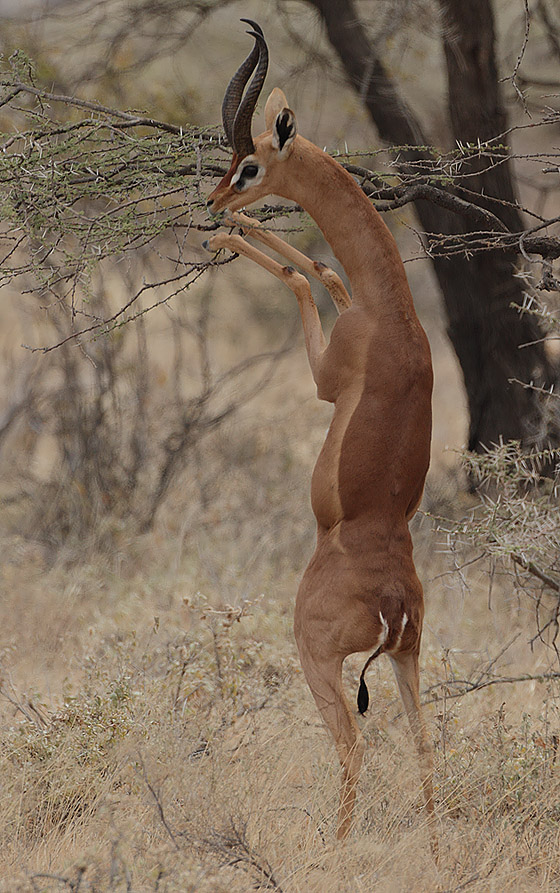
gazelle de waller, gérénuk (mâle)
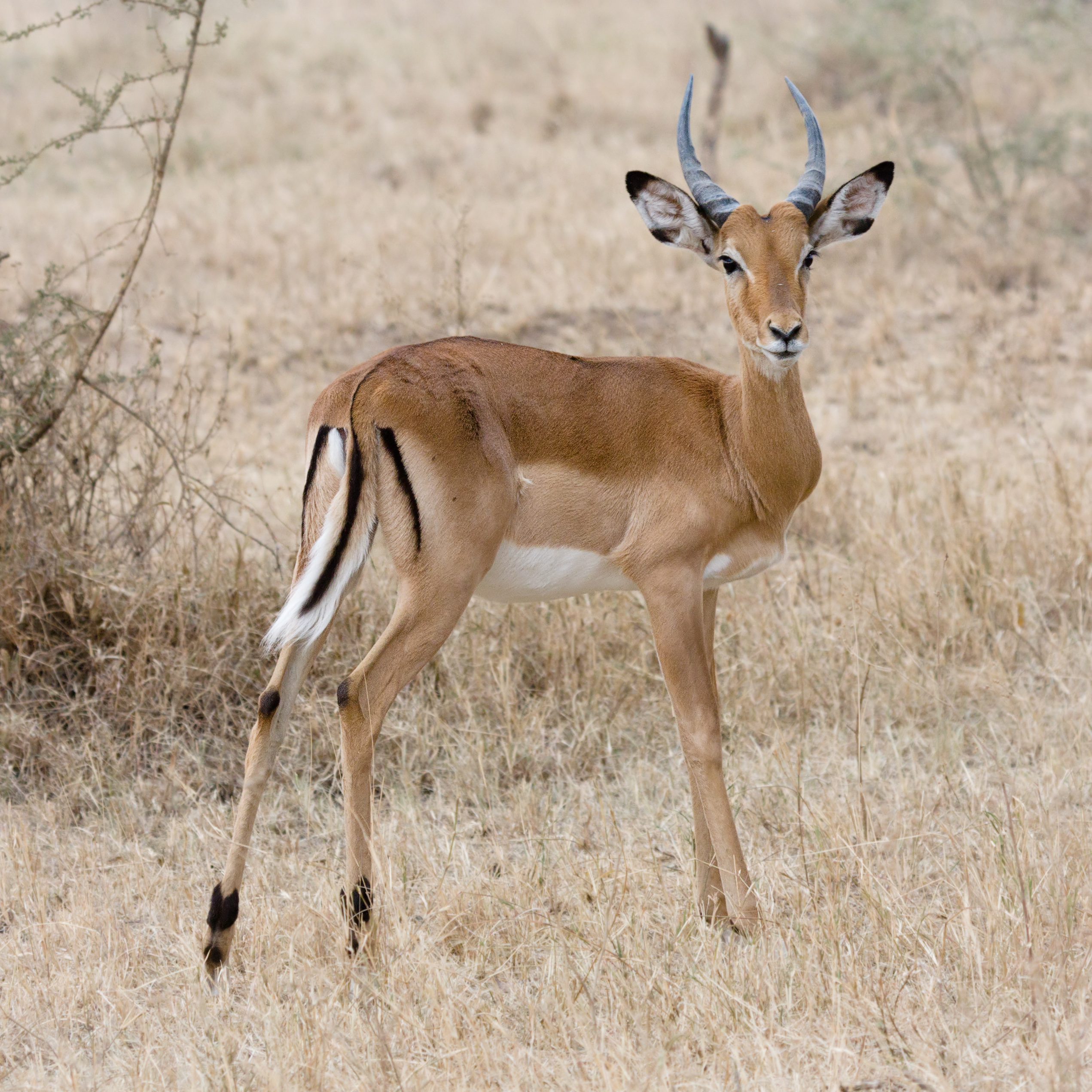
gazelle à pieds noirs, impala (mâle)
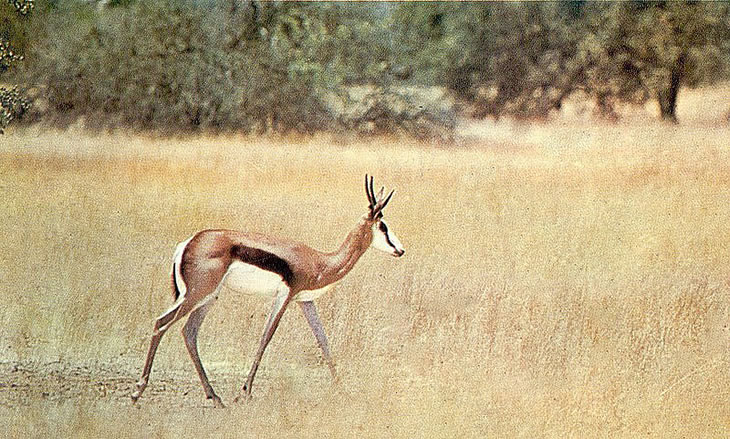
gazelle à poche dorsale, springbok (femelle)